# Camping (Microframework)
Camping ist ein freies Webframework, das in der Programmiersprache Ruby geschrieben ist. Die Größe des Quellcodes wurde selbstgewählt auf 5 kB beschränkt, sodass der gesamte Quelltext auf einer einzigen Seite angezeigt werden kann.
Ursprünglich wurde es vom anonymen Entwickler why the lucky stiff (oder kurz "_why") geschrieben und bis zur Version 1.5 entwickelt. Diese ist immer noch als sogenannter Gem verfügbar, obwohl der Entwickler aus dem Web verschwunden ist.
Die Software wird jetzt von der Gemeinschaft weiterentwickelt. Die neueste Version ist auf Github verfügbar.

## Übersicht
Camping speichert eine komplette Webapplikation in einer einzigen Datei, wie ein Bündel vieler kleiner CGI-Skripte, aber es organisiert dies gemäß dem Model–View–Controller-Paradigma, wie Ruby on Rails. Camping-Applikationen können Nischenapplikationen sein, aber auch leicht nach Ruby on Rails portiert werden.

## Installation
Für eine einfache Installation benötigt Camping nur das Rack-Webserver-Interface (Version 0.3 oder höher) und wenn HTML verwendet werden soll Markaby (Version 0.5 oder höher). Um Datenbanken zu benutzen, z. B. das als Standard vorgesehene SQLite,  werden auch Active Record und Sqlite3-ruby benötigt. Die Applikation selbst wird per Kommandozeile mit dem Befehl camping webappname.rb auf Port 3301 gestartet.